# Busquístar
Busquístar és un municipi andalús situat en la part central de la Alpujarra (província de Granada).
Limita amb els municipis de Pórtugos, Trevélez, Juviles, Cástaras, Almegíjar i La Taha. Està situat a la vora del riu Trevélez.